# Директорат безопасности обороны
Директорат безопасности обороны (фр. Direction de la protection et de la sécurité de la défense, DPSD) — служба военной контрразведки Франции, член французского разведывательного сообщества. Взаимодействует с Генеральным директоратом внешней безопасности (DGSE), Управлением военной разведки (DRM) и Главным управлением внутренней разведки (DCRI).
Деятельность DPSD регулируется статьями D.3126-5 и D.3126-9 Кодекса обороны.

## История
После Второй мировой войны во Франции параллельно действовали три службы военной контрразведки. В сентябре 1944 года была воссоздана служба безопасности в военно-морском флоте, в феврале 1945 года — служба безопасности ВВС, а 30 января 1946 года начальник Генерального штаба сухопутных войск генерал Ж. де Латр де Тассиньи создал военную службу безопасности (SSM). Эти три спецслужбы были объединены 31 января 1948 в единой службе безопасности вооруженных сил (SSFA). SSFA отвечала за «предотвращение шпионажа и пропаганды, воздействующей на состояние морали и дисциплины в вооруженных силах, защиту военной тайны, охрану крупных военных объектов, предотвращение диверсий в вооруженных силах, службах и учреждениях при министре обороны».14 декабря 1953 года SSFA была переименована в «службу безопасности национальной обороны и вооруженных сил» (SSDNFA), а 5 апреля 1961 SSDNFA, в свою очередь, была переименована в управление военной безопасности (DSM). Наконец, 20 ноября 1981 года DSM было переименовано в Директорат безопасности обороны (DPSD), на который возложены обязанности «координировать необходимые меры защиты информации, объектов, документов или процедур, связанных с обороной и вооруженными силами или учреждений, связанных с ними, а также исполнителями секретных национальных оборонных контрактов».

## Задачи
Задачи DPSD включают:
- разработку и мониторинг исполнения мероприятий в сфере безопасности вооруженных сил Франции;
- выработка методов защиты от угроз (террористической деятельности, шпионажа, подрывной деятельности, саботажа и организованной преступности);
- защиту лиц, имеющих допуск к информации, составляющей военную тайну. Осуществляет процедуру классификации национальной секретной информации.
- проведение исследований, связанных с обработкой информации, и осуществление контроля за ИТ-безопасностью;
- борьба с незаконной торговлей военной техникой, оружием и боеприпасами.

DPSD ведёт свою деятельность во всех местах присутствия вооружённых сил Франции, а также выполняет задачи в сфере экономической контрразведки (промышленной безопасности) для защиты высокотехнологических оборонных предприятий.

## Директора
- Дивизионный генерал Мишель Жоран (1981—1982)
- Бригадный генерал Арман Вотрен (1982—1984)
- Бригадный генерал Жан-Луи Дебе (1985—1987)
- Дивизионный генерал Пьер Девеми (1987—1989)
- Дивизионный генерал Антонио Жером (1989—1990)
- Генерал корпуса Ролан Гийом (1990—1997)
- Генерал корпуса Клод Асанси (1997—2000)
- Генеральный инспектор Доминик Конор(2000—2002)
- Генерал корпуса Мишель Барро (2002—2005)
- Генерал корпуса Дени Серполе (2005—2008)
- Генерал корпуса Дидье Болели (2008—2010)
- Генерал авиации Антуан Крё (2010—2012)
- Дивизионный генерал Жан-Пьер Боссе (с 28 ноября 2012 года).

## Организационная структура
Штаб-квартира DPSD расположена в Форт де Ванв в западном предместье Парижа Малакофф (департамент О-де-Сен), на бульваре Сталинград. Помимо штаб-квартиры, DPSD в настоящее время имеет 42 территориальных подразделения во Франции и за рубежом (по сравнению с 64 территориальными подразделениями в 2001 году).
В штаб-квартире имеются следующие подразделения:
- отдел разведки;
- отдел обеспечения безопасности (защита объектов оборонной промышленности, контроль за торговлей оружием);
- отдел исследований (сбор информации от агентуры и технических источников);
- отдел персонала;
- отдел информационных и коммуникационных систем;
- отдел управления и логистики.

## Персонал
В 2012 году в штате DPSD состояло 1189 сотрудников, в том числе:
- 957 военных, в том числе 227 офицеров;
- 232 гражданских служащих, в том числе 34 служащих категории А.

Женщины составляют более 30 % от численности персонала DPSD(65 % гражданских и 21 % военнослужащих).
Штат DPSD в последние годы претерпел сокращения: например, 2006 году он насчитывал 1459 человек (1090 военных и 369 гражданских служащих). К 2014 году планируется сокращение числа сотрудников до 1 130.

## Бюджет
В 2012 году бюджет DPSD составил 97,4 млн евро (рост на 3,7 % по сравнению с 2011 годом).